# Al alba
«Al alba» es una canción escrita por el cantautor español Luis Eduardo Aute e interpretada por primera vez por Rosa León, que la incluyó en un LP homónimo.

## Historia
Al alba es una de las composiciones más conocidas de Aute. Se ha convertido en todo un simbólico himno reivindicativo y de protesta cantada por aquellos que querían cambios en los convulsos tiempos del final de la dictadura franquista y en concreto ha quedado vinculada con las últimas ejecuciones del franquismo que se llevaron a cabo el 27 de septiembre de 1975.
Según las manifestaciones del propio Aute, la canción no fue escrita de forma premeditada pensando en los condenados a muerte. Él había tratado de componer un tema contra la pena de muerte pero no quedó satisfecho con los resultados. Compuso entonces esta canción de amor que en principio no tenía relación con los fusilamientos.
Cuando le presentó el tema a Rosa León, que era quien a iba interpretarlo, fue ella quien le comentó que parecía que relataba la historia de una ejecución al amanecer. Unos días antes de los fusilamientos, cuando Rosa, en un concierto, dedicó la canción a los condenados, fue el momento a partir del cual esta canción quedó definitivamente ligada a los fusilamientos.
Estas ejecuciones fueron muy criticadas desde España y el extranjero. Muchas fueron las delegaciones diplomáticas presentaron una súplica para que no se llevasen a cabo y una posterior queja formal por haberlas realizado.

## Versiones
La primera artista en grabar la canción fue Rosa León, que la incluyó en su LP del mismo título publicado en 1975, siendo esta versión la más popular en un principio. Al año siguiente, el disco colectivo ¡Abolición! Canciones contra la pena de muerte incluyó una versión interpretada por Ana Belén.
El autor, Luis Eduardo Aute, la grabó tres años después que Rosa León, en el álbum Albanta, con arreglos de balada de rock progresivo, pero fue la incluida en su directo Entre amigos (1983), con arreglos acústicos, la que se hizo más popular.
En 1979 unos por entonces desconocidos Mecano, participaron en el talent show de TVE Gente joven con este tema, con José María Cano como solista y Ana Torroja a los coros.
Existe una versión flamenca grabada por José Mercé en 2000 para su LP Aire y para el disco Mira que eres canalla, Aute, de homenaje al autor. En 2007 fue versionada por la banda de rock Eco, que la incluyó en su disco Réplica.
En 2020 el grupo de rock Tierra Quemada versionó la canción en su primer disco, Será un Placer
En 2025, el cantaor Israel Fernández ha hecho una versión de "Al alba" que aparece en el episodio 4º de la serie "Legado", "Despedir" y se menciona la posible razón por la que Aute dice en un verso de la canción "Quiero que no me abandones..." y no "No quiero que me abandones...".